# 5813 Eizaburo
Az 5813 Eizaburo (ideiglenes jelöléssel (5813) 1988 VL) a Naprendszer kisbolygóövében található aszteroida. Takuo Kojima fedezte fel 1988. november 3-án.